# Where No One Stands Alone
Where No One Stands Alone é uma compilação musical do cantor norte-americano Elvis Presley (1935-1977). O álbum, previsto para ser lançado em 10 de agosto de 2018 pela RCA Records e Legacy Recordings, apresenta arquivos de gravações vocais de Elvis, principalmente dos álbuns gospel How Great Thou Art (1967) e He Touched Me (1972), acompanhados de novas gravações instrumentais e de backing vocals. A faixa título do álbum, "Where No One Stands Alone", é um novo dueto gravado com Lisa Marie Presley.

## Faixas
| N.º | Título                                               | Duração |  |
| 1.  | "I've Got Confidence"                                |         |  |
| 2.  | "Where No One Stands Alone" (com Lisa Marie Presley) |         |  |
| 3.  | "Saved"                                              |         |  |
| 4.  | "Crying in the Chapel"                               |         |  |
| 5.  | "So High"                                            |         |  |
| 6.  | "Stand by Me"                                        |         |  |
| 7.  | "Bosom of Abraham"                                   |         |  |
| 8.  | "How Great Thou Art"                                 |         |  |
| 9.  | "I, John"                                            |         |  |
| 10. | "You'll Never Walk Alone"                            |         |  |
| 11. | "He Touched Me"                                      |         |  |
| 12. | "In the Garden"                                      |         |  |
| 13. | "He Is My Everything"                                |         |  |
| 14. | "Amazing Grace"                                      |         |  |